# Omgrenzingsprofiel

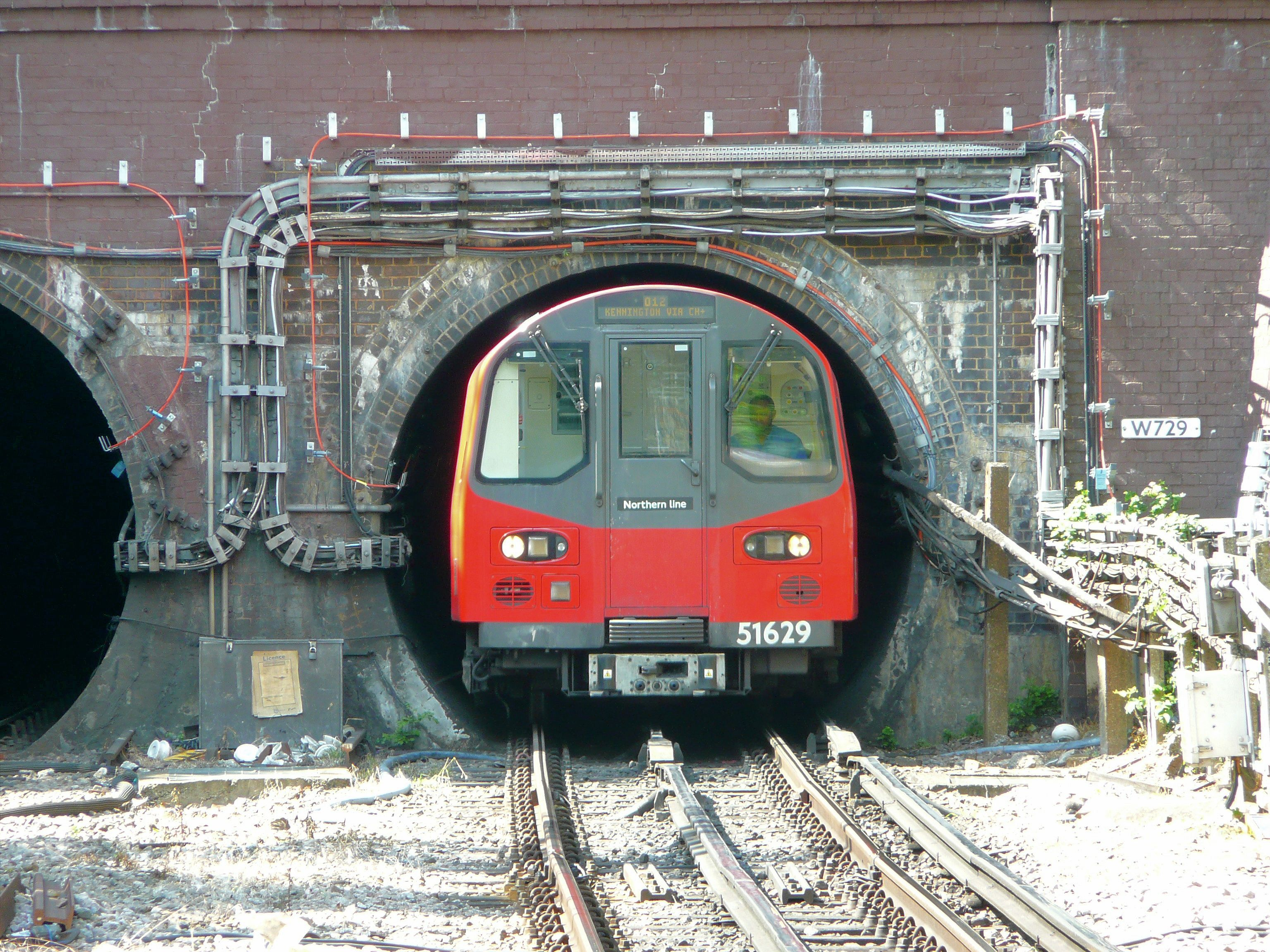
Reden voor maximale hoogten van spoormaterieel, zoals hier bij de Londense Northern Line bij het verlaten van de metrotunnel bij Hendon

Het omgrenzingsprofiel (soms ook gabariet) is de aanduiding voor de maximale afmetingen die een trein of ander voertuig in de hoogte en breedte mag hebben. Het verwante begrip profiel van vrije ruimte (PVR) (in België vaak vrijeruimteprofiel genoemd) is de aanduiding voor de ruimte waarbinnen zich geen andere objecten mogen bevinden. Het PVR is daarom wat groter dan het omgrenzingsprofiel.
Het profiel van vrije ruimte wordt gebruikt bij het ontwerpen van dwarsprofielen van autosnelwegen, tunnels, spoorwegen enzovoort.

## Spoorwegen algemeen

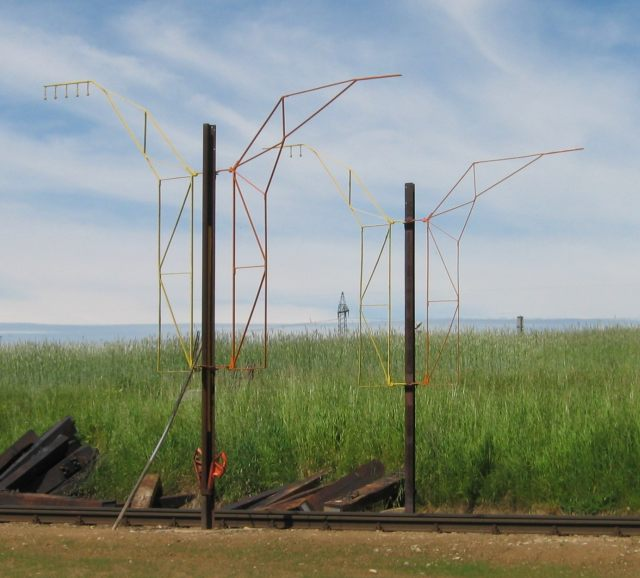
Laadmal, om te controleren of de lading binnen het (statische) omgrenzingsprofiel valt.

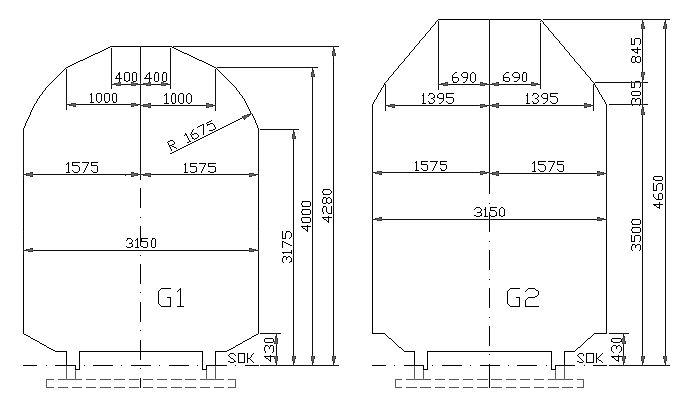
Omgrenzingsprofielen G1 en G2 (statisch), volgens de Eisenbahn-Bau- und Betriebsordnung (EBO).

Duits profiel van vrije ruimte (PVR) voor omgrenzingsprofiel G2.

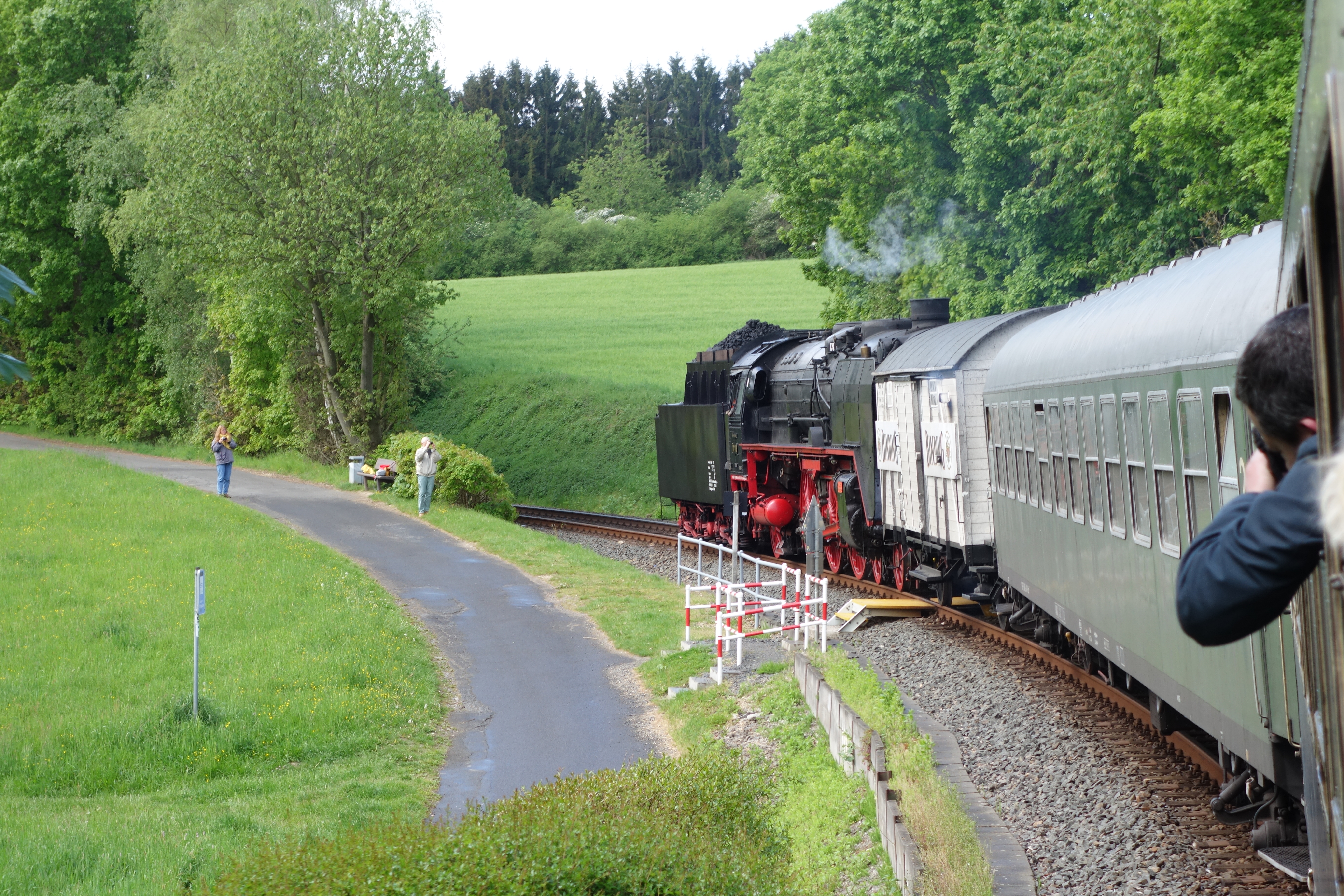
26,4 meter lange Sneltreinwagon passeren de omgrenzingsprofiel in krappe bochten. (UIC-X-rijtuigen van de DB in bocht van 180° nabij Königstein im Taunus)

### Profielen
Er zijn verschillende soorten omgrenzingsprofielen, naast de verschillende maatvoeringen zijn er drie verschillende rekenmethoden en meestal wordt er een opdeling gemaakt door het profiel op te splitsen in een onderste gedeelte, een midden/bovenste gedeelte en eventueel daarboven nog een ruimte voor de in werking zijnde stroomafnemers.

#### Gebruik
Het omgrenzingsprofiel is een profiel waarbinnen een spoorvoertuig zich te allen tijde moet bevinden. Door verschillende beperkende factoren worden de daadwerkelijke maten van het voertuig verder beperkt. Het gaat dan om bogen in zowel het horizontale als het verticale vlak en beweging van het voertuig als gevolg van onder andere de vering. Om deze maten te kunnen uitrekenen heeft men referentieprofielen opgesteld, aan de hand waarvan men met allerlei formules het maximum constructieprofiel kan uitrekenen. De grootte hiervan varieert in de lengte van het voertuig, als gevolg van de afstand tot het draaipunt. Omdat dit niet praktisch is bij de bouw, houdt men uiteindelijk een effectief constructieprofiel over, waarvan de breedte van de bak bepaald wordt door de kleinste breedte van het maximum constructieprofiel binnen de draaipunten. Het uiteinde van het voertuig loopt vaak een klein beetje taps toe als gevolg van het maximum constructieprofiel.
In sommige gevallen kennen profielen nog extra lijnen die gelden voor specifieke delen van een trein. Zo kennen schoorstenen van stoomtreinen soms kleinere maximumhoogten in verband met de uitstoot van rook. Elektrische voertuigen kennen een extra beperking voor stroomvoerende delen. Dit in verband met de benodigde isolatieafstand voor niet omklede metalen onderdelen op het dak van een (tractie)voertuig waarop hoogspanning staat, zoals de reservestroomafnemer.
Een stap groter is het profiel van vrije ruimte (PVR), dat bij de bouw van een spoorweg gebruikt wordt als maat waarbinnen zich niets mag bevinden (behalve de trein zelf). Alle installaties zoals perrons, bovenleidingpalen en seinen moet buiten dit profiel liggen. Het PVR kent in andere landen nog een onderverdeling, er is dan een iets kleiner profiel beschikbaar voor vaste installaties naast het spoor (beladingsinstallaties e.d.) en in het grotere PVR zitten daarnaast ruimtes om langs de trein te lopen (voor noodgevallen en personeel).
Ten slotte wordt er buiten het PVR meer ruimte vrijgehouden voor speciale transporten die het omgrenzingsprofiel overschrijden. In Nederland heet dit het rode meetgebied (RM). Het is alleen bedoeld op lijnen waar goederen worden vervoerd en wordt ook niet op alle sporen toegepast. Dergelijk vervoer moet speciaal aangevraagd worden en kent aparte regelgeving. Vaak moet de snelheid beperkt worden en kan de trein maar via een beperkt aantal sporen door een station.

#### Rekenmethoden
Er zijn verschillende rekenmethoden om te bepalen wat de maximum maten van het rollend materieel mogen zijn. Men maakt hier onderscheid tussen de statische, kinematische en de dynamische methode, elk met een eigen referentieprofiel. Daarnaast kan het zo zijn dat er per (nationaal) omgrenzingsprofiel nog extra regels of vereenvoudigingen zijn.
De rekenmethoden verschillen in de mate waarin de bewegingen die het rollend materieel kan maken wordt uitgerekend. Aan de hand van de bijbehorende afspraken kan dan bepaald worden hoe groot een voertuig mag zijn en welke marges moeten worden aangehouden bij het bepalen van het bijbehorende profiel van vrije ruimte.
Bij gebruik van het statische referentieprofiel worden niet alle bewegingen van het voertuig uitgerekend, maar worden voor een aantal variabelen vaste waarden gekozen. Hierdoor is de berekening eenvoudig, maar wordt de beschikbare ruimte niet optimaal benut. De kinematische methode houd wel rekening met een aantal bewegingsmogelijkheden (ongunstige stand van de assen, zijdelingse speling van spoor en voertuig, enzovoort), waardoor de maximaal toelaatbare maten nauwkeurig berekend kunnen worden.

#### Overzicht van profielsoorten
Het bovenstaande verhaal geeft dan van klein naar groot:
- Effectief constructieprofiel
- Maximum constructieprofiel
- Referentieprofiel
- Profiel van vrije ruimte (PVR); voor vaste installaties
- Profiel van vrije ruimte (PVR); voor overige
- Rode meetgebied (RM); ruimte voor speciaal vervoer

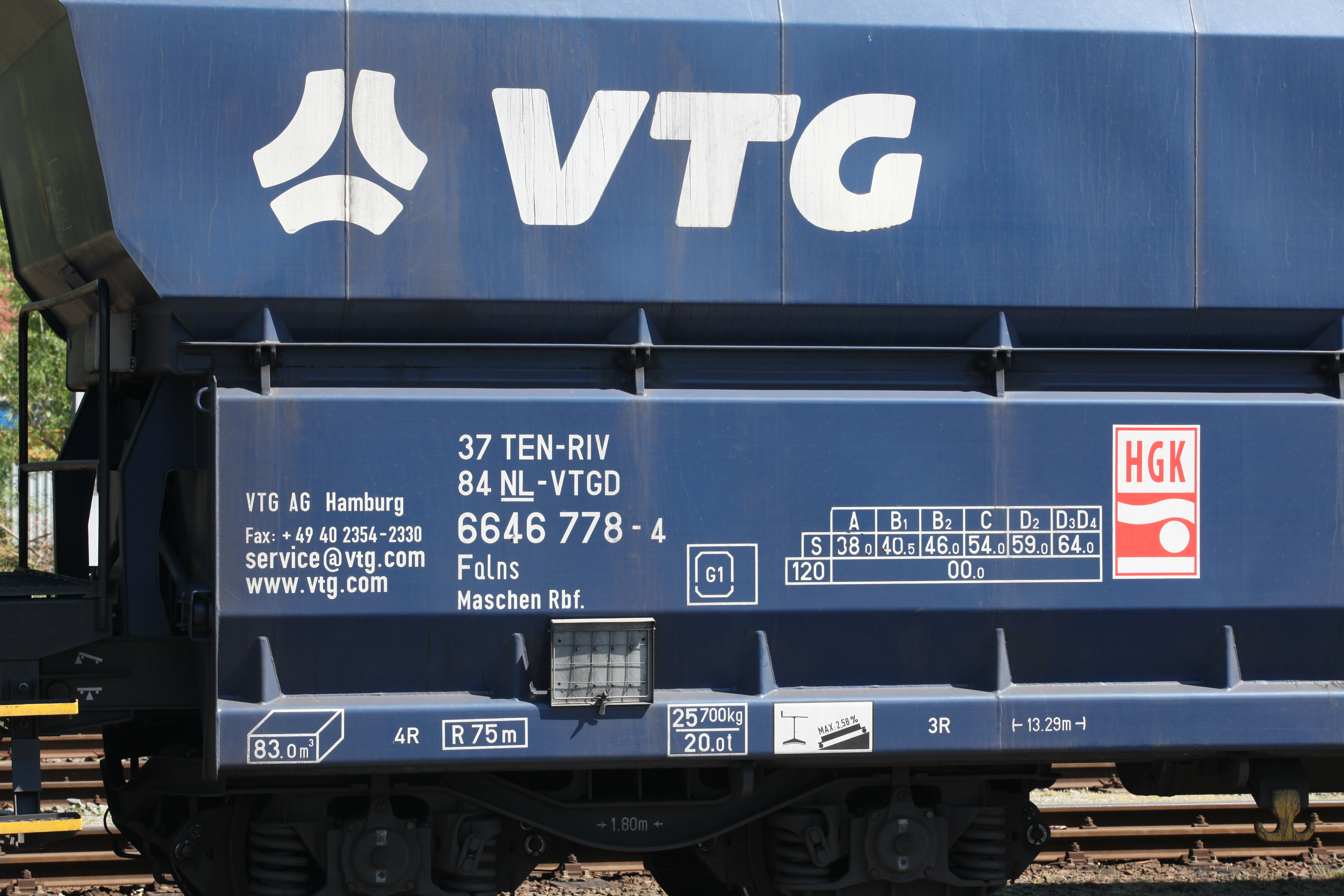
Wagenopschriften
v.l.n.r.: contactgegevens, UIC-nummer, omgrenzingsprofiel (hier G1), ABC-raster en HGK-logo.

### Rollend materieel opschriften

#### Goederenwagens
Op nieuwere of gereviseerde goederenwagens staat meest een aanduiding binnen welk omgrenzingsprofiel de afmetingen van de wagen vallen. Hierbij staat de naam van het profiel (bijvoorbeeld G1 of GA) in een omlijning die een omgrenzingsprofiel of een laadmal moet voorstellen. Deze staat op zijn beurt links in een rechthoek.
|  |  |  |
|  |  |  |

#### Stoomlocomotieven
Bij het zogenoemde Betriebsgattungszeichen van de voormalige Deutsche Reichsbahn is er een aanduiding voor overschrijding van het omgrenzingsprofiel. Een driehoek betekent dat er delen van de stoomlocomotief buiten het omgrenzingsprofiel steken; indien dit alleen een afneembaar stuk van de schoorsteen betreft staat er een balk boven de driehoek, zie ook afbeeldingen links.

### Geschiedenis
Op 1 januari 1914 is er een standaardprofiel voor Europa ingevoerd. In de periode daarvoor werd voor internationaal verkeer veelal het Franse omgrenzingsprofiel aangehouden, omdat dat het kleinste profiel was van het Europese continent. Het nieuw gedefinieerde (statische) standaardprofiel had de naam passe-partout international (PPI), maar werd ook vaak het Bernse profiel genoemd, naar de plaats van de conferentie waarop men hiertoe besloot. Het wordt tegenwoordig nog steeds veelvuldig gebruikt, vaak aangeduid als G1 of als UIC 505-1, wat de naam is van het document waarin deze volgens de kinematische rekenmethode gedefinieerd staat.
Later zijn in aanvulling hierop in UIC leaflet 506 nog meer profielen vastgesteld, voornamelijk bedoeld voor (grensoverschrijdend) vervoer van containers. Deze zijn een klein stukje hoger (40 mm) en hebben een steeds hoekiger wordend dak. Een deel van deze profielen (GB1 en GB2) is specifiek bestemd voor het vervoer van wissellaadbakken en opleggers, dit type vervoer vereist een nog grotere hoekhoogte.
Dan zijn er nog twee internationale profielen, die weer enkele decimeters hoger zijn dan de rest. Het G2-profiel heeft duidelijk afgeschuinde kanten, met als gevolg dat de hoeken van het profielen groter dan GA er buiten vallen. Het GC-profiel heeft bijna rechte zijkanten, met als gevolg dat alle voorgenoemde profielen er binnen vallen. Tevens is de Europese standaard voor nieuw te bouwen spoorlijnen. In de praktijk wordt dit profiel nog niet toegepast op spoorvoertuigen, omdat nog niet voldoende spoorlijnen aan dit profiel voldoen.
Alle omgrenzingsprofielen die gebruikt worden voor internationaal vervoer (G1, GA, GB, GB1, GC en G2) hebben tot 3250 mm een gelijke vorm als G1, daarboven hebben ze een steeds hoekiger wordend dak. Er bestaan daarnaast ook nog verschillende profielen die alleen een afwijkende vorm van de onderkant specificeren.
Welk omgrenzingsprofiel een trein mag hebben is afhankelijk van de te rijden route. Per spoorlijn en in enkele gevallen per spoor, is vastgelegd wat het maximum toelaatbare omgrenzingsprofiel is. Veel landen kennen naast de internationale profielen ook nog een eigen omgrenzingsprofielen, die meestal een aantal internationale profielen omsluiten. Daarbij is het mogelijk dat een spoorlijn meerdere profielen toelaat die niet binnen elkaars maten vallen.

### Overzicht internationale referentieprofielen

#### UIC / TSI
De huidige internationale profielen zijn van de UIC en staan gedefinieerd in UIC-leaflets 505 en 506. Europese omgrenzingsprofielen zijn afgeleid van de UIC-leaflets, bij het opstellen van de Technische Specificaties voor Interoperabiliteit (TSI) door het Spoorwegbureau van de Europese Unie van de EU. Deze zijn ook terug te vinden in de Europese Norm nr. 15273.
Voor een deel staan deze (statische) omgrenzingsprofielen, samen met een groot aantal nationale profielen, ook gedefinieerd in internationale afspraken over goederenvervoer op het Europese vasteland, dit zijn de zogenoemde Regolamento Internazionale dei Veicoli (RIV).
| Omgrenzingsprofiel | Omgrenzingsprofiel | Statisch referentieprofiel | Statisch referentieprofiel | Kinematisch referentieprofiel | Kinematisch referentieprofiel | Gebruik                                                      | Opmerkingen                                                           |
| UIC en/of TSI      | RIV                | Breedte                    | Hoogte                     | Breedte                       | Hoogte                        | Gebruik                                                      | Opmerkingen                                                           |
| ------------------ | ------------------ | -------------------------- | -------------------------- | ----------------------------- | ----------------------------- | ------------------------------------------------------------ | --------------------------------------------------------------------- |
| G1 / UIC 505-1     | T 11               | 3,150 m                    | 4,280 m                    | 3,290 m                       | 4,310 m                       | Voor bijna alle normaalspoorwegen op het Europese vasteland. | Statisch profiel ook onder de namen PPI, Berns profiel of OSJD 03-WM. |
| GA                 | T 12               | 3,150 m                    | 4,320 m                    | 3,290 m                       | 4,350 m                       |                                                              |                                                                       |
| GB                 | T 13               | 3,150 m                    | 4,320 m                    | 3,290 m                       | 4,350 m                       | Geschikt voor vervoer van ISO-containers (ook 'high-cube').  |                                                                       |
| GB1 / GB+          |                    | 3,150 m                    | 4,320 m                    | 3,290 m                       | 4,350 m                       | Voor transport van opleggers.                                |                                                                       |
| GB2                |                    | 3,150 m                    | 4,320 m                    | 3,290 m                       | 4,350 m                       | Voor transport van opleggers.                                | Iets andere dakvorm als GB1.                                          |
| G2                 | T 14               | 3,150 m                    | 4,650 m                    | 3,290 m                       | 4,680 m                       | o.a. NL, DE, AT, CZ, PL, DK en SE.                           | Statisch profiel ook onder de naam OSJD 02-WM.                        |
| DE3                |                    | niet gedefinieerd          | niet gedefinieerd          | 3,290 m                       | 4,680 m                       | Als internationaal profiel voor TSI-lijncategorie P3.        | Verruiming van dakvorm ten opzichte van G2.                           |
| GC                 |                    | 3,150 m                    | 4,650 m                    | 3,290 m                       | 4,700 m                       | Moet worden toegepast bij nieuwbouw van TEN-T corridors.     | Platte bovenkant van 3,080 mm breed.                                  |

De onderzijde van omgrenzingsprofielen zijn (meestal) apart gedefinieerd, voor statische profielen gaat het om het gebied van 0 tot 430 mm vanaf bovenkant spoorstaaf, voor kinematische profielen van 0 tot 400 mm. Het kinematische profiel G1 / UIC 505-1 kent een eigen beschrijving van de onderzijde, in twee varianten die overeenkomen met de profielen GIC1 en GIC2.
| Omgrenzingsprofiel | Omgrenzingsprofiel | Ten behoeve van                            | Opmerkingen |
| statisch           | kinematisch        | Ten behoeve van                            | Opmerkingen |
| ------------------ | ------------------ | ------------------------------------------ | ----------- |
| GIS1               | GIC1               | voertuigen die wel geheuveld mogen worden  |             |
| GIS2               | GIC2               | voertuigen die niet geheuveld mogen worden |             |
| -                  | GIC3               | lagevloerwagens van de Rollende Landstraße |             |

#### OSJD
De onderstaande profielen van de OSJD (de Oostblok-variant van de UIC) zijn bedoeld voor het doorgaand vervoer van (goederen)wagens van Russisch breedspoor naar normaalspoor (met behulp van andere draaistellen).
| Omgrenzingsprofiel | Statisch referentieprofiel | Statisch referentieprofiel | Groter of gelijk dan | Groter of gelijk dan | Opmerkingen                              |
| OSJD               | Breedte                    | Hoogte                     | OSJD                 | UIC                  | Opmerkingen                              |
| ------------------ | -------------------------- | -------------------------- | -------------------- | -------------------- | ---------------------------------------- |
| 03-WM              | 3,150 m                    | 4,280 m                    |                      | = G1                 |                                          |
| 02-WM              | 3,150 m                    | 4,650 m                    | > 03-WM              | = G2                 |                                          |
| 0-WM               | 3,250 m                    | 4,650 m                    | > 02-WM              | > G2                 |                                          |
| 1-WM               | 3,350 m                    | 4,700 m                    | > 0-WM               | > DE3                | past binnen breedspoorprofielen T en 1-T |
| 2-WM               | 3,350 m                    | 4,700 m                    | > 1-WM               | > GC                 |                                          |
| GCru               | 3,750 m                    | 4,700 m                    | > 2-WM               | > GC                 |                                          |

N.B. De afkorting WM komt van het cyrillische BM en wordt soms ook vertaald als VM.

## Normaalspoor Europa

### Overzicht Europese nationale profielen
Veel landen kennen hun eigen omgrenzingsprofielen, in een aantal gevallen valt een internationaal profiel binnen deze maten.
Voor Nederland staan deze in de Regeling Keuring Spoorvoertuigen van Inspectie Leefomgeving en Transport. Voor Duitsland staan deze in het Eisenbahn-Bau- und Betriebsordnung van het Eisenbahn-Bundesamt (EBA).
In de onderstaande tabel staat alleen de hoogte in het midden van het profiel weergegeven:
| Omgrenzingsprofiel            | Omgrenzingsprofiel | Land                            | Referentieprofiel               | Referentieprofiel | Referentieprofiel | Gelijk of groter dan                                                | Opmerkingen                                                                    |
|                               | RIV                | Land                            | Soort                           | Breedte           | Hoogte            | Gelijk of groter dan                                                | Opmerkingen                                                                    |
| ----------------------------- | ------------------ | ------------------------------- | ------------------------------- | ----------------- | ----------------- | ------------------------------------------------------------------- | ------------------------------------------------------------------------------ |
| OPS-NL                        |                    | Nederland                       | kinematisch                     | 3,600 m           | 4,700 m           | > G2                                                                |                                                                                |
| OPS-Zoetermeerlijn            | 4,300 m            | Nederland                       | kinematisch                     | 3,600 m           | < G1              | Niet meer van toepassing.                                           |                                                                                |
| OPS-GC (1.500 V en/of 25 kV)  | 3,800 m            | Nederland                       | kinematisch                     | 4,800 m           | > GC              |                                                                     |                                                                                |
| NL1                           | kinematisch        | Nederland                       | 3,600 m                         | 4,680 m           | > G2              | Vervangt OPS-NL.                                                    |                                                                                |
| NL2                           | kinematisch        | Nederland                       | 3,600 m                         | 4,700 m           | = GC / NL1        | Vervangt OPS-GC.                                                    |                                                                                |
| BE1 / GB-M6                   | T 116              | België                          | kinematisch                     | 3,290 m           | 4,630 m           | > GA                                                                |                                                                                |
| BE2                           |                    | België                          | kinematisch                     | 3,290 m           | 4,630 m           | > GB                                                                |                                                                                |
| BE3                           | 4,680 m            | België                          | kinematisch                     | 3,290 m           | > GB / G2         | Zelfde referentieprofiel als DE3, maar met aangepaste berekeningen. |                                                                                |
| BE4                           |                    | België                          | kinematisch                     |                   |                   | [ 10 ]                                                              |                                                                                |
| Banedanmark AML               |                    | Denemarken                      | statisch                        | 3,150 m           | 4,650 m           | = GB / G2                                                           |                                                                                |
| Banedanmark Fjernbaner        | kinematisch        | Denemarken                      | 3,778 m                         | 4,680 m           | > GA              |                                                                     |                                                                                |
| Banedanmark S-baner           | kinematisch        | Denemarken                      | 3,934 m                         | 4,380 m           | > GA              |                                                                     |                                                                                |
| Omgrenzingsprofiel Denemarken | kinematisch        | Denemarken                      | 3,778 m                         | 4,680 m           | ≥ DE3             | Dakvorm gelijk aan DE3, omsluit Banedanmark Fjernbaner.             |                                                                                |
| EBO-G1                        | T 11               | Duitsland                       | kinematisch                     | 3,290 m           | 4,310 m           | = G1                                                                |                                                                                |
| EBO-G2                        | T 14               | Duitsland                       | kinematisch                     | 3,290 m           | 4,680 m           | = G2                                                                |                                                                                |
| DE1                           |                    | Duitsland                       | kinematisch                     | 3,418 m           | n.v.t.            | n.v.t.                                                              | Uitbreiding in de breedte. O.a. gebruikt door ICE 1 en 2.                      |
| DE2                           | n.v.t.             | Duitsland                       | kinematisch                     | n.v.t.            | > G2              | Uitbreiding van G2 met ruimere dakvorm t.b.v dubbeldekstreinen.     |                                                                                |
| DE3                           | 3,290 m            | Duitsland                       | kinematisch                     | 4,680 m           | > GB / G2         | Ruimere dakvorm t.o.v. G2, DE2 en EBV O2.                           |                                                                                |
| FR3.3                         |                    | Frankrijk                       | kinematisch                     | 3,290 m           | 4,350 m           | > G1                                                                | Bedoeld voor dubbeldekstreinen (valt binnen GB).                               |
| FR3.4                         | T 14               | Frankrijk                       | kinematisch                     | 3,290 m           | 4,680 m           | = G2                                                                | Ten behoeve van grensbaanvakken.                                               |
| FS, FNME                      | T 17               | Italië                          | statisch                        | 3,200 m           | 4,300 m           | > G1                                                                |                                                                                |
| RAI                           | T 117              | Iran                            | statisch                        | 3,150 m           | 4,400 m           | > G1                                                                |                                                                                |
| NSB                           | T 115              | Noorwegen                       | statisch                        | 3,400 m           | 4,350 m           | > G1 / SE-B                                                         |                                                                                |
| JBV NO1                       |                    | Noorwegen                       | kinematisch                     | 3,600 m           | 4,450 m           | > GA                                                                |                                                                                |
| GČD                           | T 14               | Tsjechië                        | kinematisch                     | 3,290 m           | 4,680 m           | = G2                                                                |                                                                                |
| GCZ3                          |                    | Tsjechië                        | kinematisch                     | 3,290 m           | 4,680 m           | > DE3                                                               | Bedoeld voor dubbeldekstreinen.                                                |
| TCDD / RIV T 112              | T 112              | Turkije                         | statisch                        | 3,300 m           | 4,700 m           | > RIV T 113 / GB1 / GB2 / G2                                        | op baanvak Edine - Kapikule (grens met Bulgarije)                              |
| TCDD / RIV T 113              | T 113              | Turkije                         | statisch                        | 3,150 m           | 4,650 m           | > GB / G2                                                           | op baanvak Edine - Halkali (nabij Istanbul)                                    |
| TCDD / RIV T 114              | T 114              | Turkije                         | statisch                        | 3,600 m           | 4,650 m           | > RIV T 113 / GB1 / GB2 / G2                                        | op baanvak Van - Kapiköy (grens met Iran)                                      |
| BR / RIV T 18                 | T 18               | Verenigd Koninkrijk             | statisch                        | 2,820 m           | 3,965 m           | < G1                                                                |                                                                                |
| SE-A / SEa                    | T 110              | Zweden                          | statisch (SE‑A) dynamisch (SEa) | 3,400 m 3,700 m   | 4,650 m 4,790 m   | > GB / G2                                                           |                                                                                |
| SE-A1                         |                    | Zweden                          | statisch                        | 3,400 m           | 4,650 m           | > GC                                                                | Volledig plat dak.                                                             |
| SE-B                          | T 111              | Zweden                          | statisch                        | 3,400 m           | 4,300 m           | < G1                                                                | Alleen op deel van Malmbanan.                                                  |
| SE-C / SEc                    |                    | Zweden                          | statisch (SE‑C) dynamisch (SEc) | 3,600 m 3,960 m   | 4,830 m 4,990 m   | > GC / SE-A1                                                        | Volledig plat dak.                                                             |
| AB-EBV O1                     | T 16               | Zwitserland                     | kinematisch                     | 3,290 m           | 4,530 m           | > GA                                                                |                                                                                |
| AB-EBV O2                     |                    | Zwitserland                     | kinematisch                     | 3,290 m           | 4,630 m           | > GB                                                                | Bedoeld voor dubbeldekstreinen. O.a IC2000 en Stadler Dosto (werk Altenrhein). |
| AB-EBV O3                     | > GB1 / GB2        | Zwitserland                     | kinematisch                     | 3,290 m           | 4,630 m           | Voor gecombineerd vervoer P80/NT70.                                 |                                                                                |
| AB-EBV O4                     | 4,700 m            | Zwitserland                     | kinematisch                     | 3,290 m           | = GC              |                                                                     |                                                                                |
| Kanaaltunnel                  |                    | Verenigd Koninkrijk & Frankrijk | onbekend                        | 4,10 m            | 5,60 m            | > GC                                                                |                                                                                |

### Nationale profielen Europa

Omgrenzingsprofielen in Nederland

#### Nederland
ProRail gebruikt in zijn netverklaring vier verschillende omgrenzingsprofielen, te weten G2, NL1, GC en NL2. Het internationale profiel G2 is in gebruik op enkele (diesel)lijnen. De meeste lijnen in Nederland voldoen aan NL1, deze is breder dan G2 (3,600 m i.p.v. 3,290 m), maar heeft dezelfde dakvorm. Daarnaast is er NL2, dat dezelfde breedte heeft als NL1, maar een gelijke dakvorm als het internationale profiel GC. Deze wordt toegepast bij nieuwbouw en grote verbouwingen, waarmee voldaan wordt aan de eisen van de Europese Unie. GC is onder andere toegepast op Betuweroute, de HSL-Zuid en de nieuwe Sloelijn. NL2 geldt op de Hanzelijn, de spoorverdubbelingen rondom Utrecht en op Staatslijn E tussen Eindhoven en Boxtel.
Oudere wetgeving sprak van Operationeel Profiel Spoor (OPS) in drie soorten, te weten NL, GC en Zoetermeerlijn. OPS‑NL is vervangen door NL1, OPS‑GC door NL2 en OPS-Zoetermeerlijn is komen te vervallen door de ombouw van de desbetreffende lijn tot Randstadrail. Dit profiel had een afwijkende (lagere) hoogte van 4,30 meter. De meeste treinstellen, zoals Mat '64, Dubbeldekstreinen en de Koploper, waren hier dan ook niet toegelaten.

##### Buiten Profielcodes
Er zijn gevallen waarbij de lading buiten het profiel uitsteekt. Soms is het dan mogelijk om dergelijke treinen toch te laten rijden. Meestal gaat het dan om gecombineerd vervoer in de vorm van opleggers, containers en wissellaadbakken. Dergelijke treinen zijn in Nederland op een groot aantal baanvakken toegelaten. Voor de eenvoud zijn er drie categorieën gedefinieerd, elk met internationale profielcodes als maximummaat. De beperkingen als gevolg van de profieloverschrijding zijn nauwkeurig vastgelegd door Prorail. Per locatie is vastgelegd welke sporen met beperkte snelheid of helemaal niet bereden mogen worden.
| Buiten profielcode | Internationale codes (Hk-PNr) | Internationale codes (Hk-PNr) | Max. hoekhoogte (2,60 m breed) | Hoogte van laadeenheid | Hoogte van laadeenheid |
| Buiten profielcode | Internationale codes (Hk-PNr) | Internationale codes (Hk-PNr) | Max. hoekhoogte (2,60 m breed) | Oplegger               | Wissellaadbak          |
| ------------------ | ----------------------------- | ----------------------------- | ------------------------------ | ---------------------- | ---------------------- |
| BP1                | P/C 50                        | P/C 380                       | 4,13 m                         | 3,80 m                 | 2,95 m                 |
| BP2                | P/C 70                        | P/C 400                       | 4,33 m                         | 4,00 m                 | 3,15 m                 |
| BP3                | P/C 80                        | P/C 410                       | 4,43 m                         | 4,10 m                 | 3,25 m                 |

#### Luxemburg
Luxemburg kent een tweedeling in het netwerk wat omgrenzingsprofielen betreft. Op de spoorlijn Luxemburg - Troisvierges en de daarvan aftakkende lijnen is het GA-profiel en het nationale profiel (dat gelijk is aan G2) toegelaten. Op alle andere lijnen in het land (vanaf de hoofdstad naar het oosten, westen en zuiden) is daarnaast ook het GB-profiel toegelaten.

#### Groot-Brittannië
Groot-Brittannië heeft wel de standaardspoorwijdte van 1.435 mm, maar bijna overal een veel smaller omgrenzingsprofiel. Door de beperkte hoogte kunnen in Groot-Brittannië geen dubbeldekstreinen rijden. De High Speed 1, de hogesnelheidslijn tussen de Kanaaltunnel en Londen, is wel geschikt voor het continentaal-Europese GC-profiel.

| Naam            | Functie                                | Opmerkingen                |
| --------------- | -------------------------------------- | -------------------------- |
| W6a lower gauge | profiel voor onderzijde (tot 1.000 mm) |                            |
| LSVG            | profiel voor onderzijde (tot 1.200 mm) | Lower Sector Vehicle Gauge |
| C1              | Passagiersrijtuigen                    | Vervallen                  |
| PG1             | Passagiersrijtuigen van 20 m           |                            |
| PG2             | Passagiersrijtuigen van 23 m           |                            |
| PG3             | Passagiersrijtuigen van 26 m           |                            |
| UK1             | Hogesnelheidslijnen                    | Vervallen                  |
| LG1             | Bestaande locomotieven                 | voorheen Locomotive Gauge  |
| LG2             | Nieuwe locomotieven                    |                            |

##### Wprofielen voor goederenvervoer
Het standaardprofiel voor goederenwagens is W6a. Deze heeft echter een ronde dakvorm, welke te klein is voor het meeste containervervoer. Daarom zijn er in de loop der tijd steeds meer nieuwe profielen ontwikkeld die, door een klein hoekje extra in de dakvorm, aangepast zijn op het vervoer van rechthoekige containers. Oplopend zijn W6a, W7, W8 en W9 steeds een klein stukje groter. Allemaal zijn ze 2,820 m breed en in het midden 3,965 m hoog. Omdat dit nog niet altijd voldoende was zijn W10, W11 en W12 ontwikkeld. De laatste twee laten het vervoer van bredere containers en/of wissellaadbakken toe. Deze profielen hebben, in tegenstelling tot de lagere nummers, in het middendeel niet de vorm (en breedte) van W6a, maar zijn min of meer rechthoekig.
Welke containers en laadbakken binnen een profiel mogen worden vervoerd, is zeer afhankelijk van op welk type goederenwagen ze vervoerd worden. Belangrijke factoren hierbij zijn draaisteltype, afstand tussen de draaistellen, de vloerhoogte en de toleranties bij het vastzetten van de lading. Dit wordt door uitgebreide berekeningen bepaald via de dynamische methode. Om de bestaande ruimte beter uit te nutten, zijn de profielen W7a, W8a en W9a ontwikkeld, als variaties op respectievelijk W7, W8 en W9 (GERT8073; versie 4, geldig sinds 2021). Door aanpassingen van maar een paar centimeter in de cruciale hoeken, is het mogelijk om containers met dezelfde afmetingen op een groter aantal wagentypes te vervoeren (o.a. wagens met grotere draaistelafstand). Ook hebben deze profielen, net als W10 en W12, in het midden niet de breedte en vorm van W6a.

| Naam   | Oude benaming                     | Functie                                                 | Containers (1.000 mm vloerhoogte)                     | Opmerkingen                                 |
| ------ | --------------------------------- | ------------------------------------------------------- | ----------------------------------------------------- | ------------------------------------------- |
| W6a    | RIV T 18                          | Standaard voor goederenwagens                           |                                                       |                                             |
| W7     | W6a exception for 8' containers   | 8'0" hoge (zee)container op standaard Engelse wagens    | 8'0" x 2.438 m                                        |                                             |
| W7a    |                                   | Kleine aanpassing van W7                                | 8'0" x 2.500 m                                        |                                             |
| W8     | W6a exception for 8'6" containers | 8'6" hoge (zee)container op standaard Engelse wagens    | 8'6" x 2.500 m                                        |                                             |
| W8a    |                                   | Kleine aanpassing van W8                                | 8'6" x 2.500 m                                        |                                             |
| W9     | SB1c                              | High-Cube containers op speciale wagons                 | 8'9" x 2.500 m                                        |                                             |
| W9a    |                                   | Kleine aanpassing van W9                                | 8'9" x 2.500 m                                        | Maakt o.a. Hk-PNr S45 mogelijk, i.p.v. S44. |
| W9Plus |                                   | Kleine verruiming van W9, t.b.v. een aantal wagentypes. | S32 bij 945 mm vloerhoogte S45 bij 825 mm vloerhoogte | Vervallen                                   |
| W10    |                                   | High-Cube containers op standaard Engelse wagens        | 9'6" x 2.500 m                                        | o.a. West Coast Main Line                   |
| W10a   |                                   | Kleine aanpassing van W10                               | 9'6" x 2.500 m                                        |                                             |
| W11    |                                   | Vervoer van 2.550 m brede wissellaadbakken              | 9'6" x 2.550 m                                        | Vervallen                                   |
| W12    |                                   | Vervoer van 2.600 m brede wissellaadbakken              | 9'6" x 2.600 m                                        | o.a. East Coast Main Line                   |

#### Zweden
Zweden kent drie verschillende omgrenzingsprofielen. SE-A is 3,400 m breed en 4,650 m hoog, waarmee het ook de internationale GA en GB-profielen omvat. SE-A is op het hele net te gebruiken. Enige uitzondering is een deel van de Malmbanan, hierop geldt het lagere SE-B (4,300 m) tot de modernisering van de lijn is afgerond. Ten slotte is er nog SE-C, dat wordt toegepast op nieuwgebouwde spoorlijnen. Dit profiel is iets groter dan het GC-profiel.

#### Zwitserland
Zwitserse regelgeving ten aanzien van de spoorwegen staat in de Ausführungsbestimmung zur Eisenbahnverordnung (AB-EBV). Hierin staan ook de omgrenzingprofielen (Bezugslinie) en het profiel van vrije ruimte (PVR) met en zonder veiligheidsruimtes (Lichtraumprofil respectievelijk Grenzlinie der festen Anlagen). Alle kennen ze een opdeling in een onderste gedeelte, een bovenste gedeelte en een ruimte voor de stroomafnemer, aangeduid met een letter (O, B en S). Elk deel kent op haar beurt weer meerdere varianten voor verschillende toepassingen, aangeduid met een cijfer.

##### Bovenkant
De vier varianten voor de bovenkant (boven de 400 mm vanaf bovenkant spoorstaaf) van het Zwitserse omgrenzingsprofiel en/of PVR, staan vermeld in de overzichtstabel Europese nationale profielen van eerder in dit artikel. Rollend materieel dat voldoet aan AB-EBV O1 is op het hele Zwitserse normaalspoornetwerk te gebruiken. AB-EBV O2 is voornamelijk bedoeld voor dubbeldekstreinen en kan maar op een beperkt aantal spoorlijnen worden gebruikt. Het nog iets grotere AB-EBV O3 is bedoeld als extra ruimte voor goederentransport, maar meestal gaat het dan om gecombineerd vervoer, dat gebruikmaakt van codering met Huckepackprofilnummers (Hk-PNr). Nieuw te bouwen spoorlijnen worden uitgevoerd volgens AB-EBV O4, dat gelijk is aan UIC/TSI-GC. Hiermee wordt dezelfde regelgeving aangehouden zoals verplichting is voor lidstaten van de Europese Unie.

##### Onderkant
De onderstaande tabel geeft de varianten voor het onderste gedeelte van het omgrenzingsprofiel en/of PVR, tot een hoogte van 400 mm vanaf bovenkant spoorstaaf.
| Naam      | Vergelijking met TSI | Gebruik |
| --------- | -------------------- | --- |
| AB-EBV U1 | = GIC2               | Voor vaste inrichtingen (uitgezonderd inrichtingen voor rangeren) en voor voertuigen die geen rangeerinrichtingen berijden. |
| AB-EBV U2 | = GIC1               | Voor rollend materieel dat overal ingezet mag worden en voor in werking zijnde rangeerinrichtingen.                         |
| AB-EBV U3 | < GIC2               | Voor tractievoertuigen en buiten dienst zijnde rangeerinrichtingen.                                                         |

##### Stroomafnemer
De onderstaande tabel geeft de verschillende profielen van vrije ruimte voor de stroomafnemer en de bovenleiding weer. Als omgrenzingsprofielen (ten behoeve van voertuigconstructie) refereert AB-EBV S1 naar een stroomafnemerbreedte van 1320 mm, dit was de vroegere standaard, maar die is niet overal meer toegelaten en wordt eigenlijk alleen nog maar gebruikt voor museumvoertuigen.
| Naam      | Breedte van stroomafnemer | Gebruik | Opmerkingen                                                   |
| --------- | ------------------------- | --- | ------------------------------------------------------------- |
| AB-EBV S1 | 1.320 mm / (1.450 mm)     | Bestaande situaties |                                                               |
| AB-EBV S2 | 1.450 mm / (1.600 mm)     | Nieuwbouw en aanpassingen aan bestaande situaties |                                                               |
| AB-EBV S3 | 1.600 mm                  | Nieuwe en verbouwbaanvakken met snelheden hoger dan 160 km/h Nieuwbouw Noord-Zuid transitverbindingen Basel-Chiasso (Gotthard) en Basel-Iselle (Lötschberg en Simplon) | Europawippe (Europees compromis) o.a. in Gotthard-basistunnel |
| AB-EBV S4 | 1.950 mm                  | Voor baanvakken met tractievoertuigen die gebruikmaken van 1.950 mm brede stroomafnemer                                                                                | o.a onderlangs de Bodensee                                    |

## Breedspoor Europa

### Overzicht nationale profielen
De onderstaande tabel is een onvolledig overzicht van omgrenzingsprofielen die gebruikt worden op netwerken met breedspoor.
| Omgrenzingsprofiel | Omgrenzingsprofiel | Omgrenzingsprofiel | Land            | Spoorwijdte         | Referentieprofiel | Referentieprofiel | Referentieprofiel | Gelijk of groter dan | Gelijk of groter dan | Gelijk of groter dan    | Opmerkingen |
|                    | TSI                | RIV                | Land            | Spoorwijdte         | Soort             | Breedte           | Hoogte            |                      | OSJD                 | UIC                     | Opmerkingen |
| ------------------ | ------------------ | ------------------ | --------------- | ------------------- | ----------------- | ----------------- | ----------------- | -------------------- | -------------------- | ----------------------- | ----------- |
| 1-T                |                    |                    | Rusland         | Russisch Breedspoor | statisch          | 3,400 m           | 5,300 m           |                      | > 1-WM               |                         |             |
| T                  | 3,750 m            | > 1-T              | Rusland         | Russisch Breedspoor | statisch          | > 1-WM            | 5,300 m           |                      |                      |                         |             |
| Tpr                | 3,750 m            | 5,200 m            | Rusland         | Russisch Breedspoor | statisch          |                   | > 2-WM            |                      |                      |                         |             |
| Tc                 | 3,550 m            | 4,350 m            | Rusland         | Russisch Breedspoor | statisch          |                   |                   |                      |                      |                         |             |
| VR                 | FIN1               | T 15               | Finland         | Russisch Breedspoor | statisch          | 3,400 m           | 5,300 m           | > 1-T                | > 2-WM               |                         |             |
| RENFE CP           |                    | T 19               | Spanje Portugal | Iberisch Breedspoor | statisch          | 3,274 m           | 4,300 m           |                      |                      |                         |             |
| Cpb                | PTb                |                    | Portugal        | Iberisch Breedspoor | kinematisch       | 3,440 m           | 4,500 m           | > GEB16              |                      | > GB                    |             |
| Cpb+               | PTb+               |                    | Portugal        | Iberisch Breedspoor | kinematisch       | 3,440 m           | 4,500 m           |                      | > GB1                | ruimere dakvorm dan PTb |             |
|                    | PTc                | 4,700 m            | Portugal        | Iberisch Breedspoor | kinematisch       | 3,440 m           | > GEC16           |                      | > GC                 |                         |             |
|                    | GHE16              |                    | Spanje          | Iberisch Breedspoor | kinematisch       | 3,440 m           | 4,330 m           |                      |                      | > G1                    |             |
|                    | GEA16              | 4,350 m            | Spanje          | Iberisch Breedspoor | kinematisch       | 3,440 m           |                   |                      | > GA                 |                         |             |
|                    | GEB16              | 4,350 m            | Spanje          | Iberisch Breedspoor | kinematisch       | 3,440 m           |                   |                      | > GB                 |                         |             |
|                    | GEC16              | 4,700 m            | Spanje          | Iberisch Breedspoor | kinematisch       | 3,440 m           |                   |                      | > GC                 |                         |             |

## Normaalspoor Noord-Amerika
Omgrenzingsprofielen in Noord-Amerika zijn gedefinieerd door de Association of American Railroads. In de onderstaande tabel staan de gebruikte referentieprofielen. De genoemde breedte is in het midden van de wagen, bij een gedefinieerde afstand tussen draaipunten/draaistellen. Voor andere draaipuntafstand staat de breedte in bijbehorende documentatie (voor plate B in plate B-1, voor plate C in plate C-1, enzovoort). De maximumbreedte anders dan in het midden van de wagen staat gedefinieerd in plate D (dat zelf dus geen omgrenzingsprofiel is).
| Omgrenzingsprofiel | Breedte         | Breedte  | Hoogte     | Hoogte   | Opmerkingen                                            |
| ------------------ | --------------- | -------- | ---------- | -------- | ------------------------------------------------------ |
| AAR passenger      | 10 ft 06 in     | 3,2004 m | 14 ft 8 in | 4,4704 m | verouderde standaard ten behoeve van passagiersvervoer |
| AAR plate B        | 10 ft 08 in     | 3,2512 m | 15 ft 1 in | 4,5974 m | onbeperkt te gebruiken.                                |
| AAR plate C        | 10 ft 08 in     | 3,2512 m | 15 ft 6 in | 4,7244 m |                                                        |
| AAR plate E        | 10 ft 08 in     | 3,2512 m | 15 ft 9 in | 4,8006 m |                                                        |
| AAR plate F        | 10 ft 08 in     | 3,2512 m | 17 ft 0 in | 5,1816 m |                                                        |
| AAR plate H        | 09 ft 11 in     | 3,0226 m | 20 ft 2 in | 6,1468 m | geschikt voor double stack containervervoer            |
| AAR plate J        | 09 ft 11 3⁄8 in | 3,0321 m |            |          |                                                        |
| AAR plate K        | 10 ft 00 in     | 3,0480 m | 20 ft 2 in | 6,1468 m | midden van de wagon                                    |
| AAR plate K        | 10 ft 08 in     | 3,2512 m | 20 ft 2 in | 6,1468 m | uiteinden van de wagon                                 |

## Andere spoorgebonden systemen

### Tram
Voor trams zijn de breedten 2,40 meter (lagevloerstadstrams) en 2,65 meter (sneltrams/lightrail) inmiddels redelijk standaard geworden. De breedte van de Belgische stadstrams in Antwerpen en Brussel is 2,30m (2,20m vóór de introductie van lagevloertrams), terwijl de breedte van de lightrails van Charleroi en de Kust 2,50m is.

### Metro
De omgrenzingsprofielen van metro's zijn zeer uiteenlopend. Zo zijn de VAL-voertuigen nauwelijks breder dan twee meter, terwijl de Amsterdamse metro een omgrenzingsprofiel heeft van 3 meter. Bij de metro van Berlijn worden twee verschillende profielen gebruikt. Op de vier oudste lijnen is het materieel niet breder dan 2,35 m en op de andere vijf lijnen mag het materieel maximaal 2,65 m breed zijn.

### Overzichtstabel
Omdat voor tram, sneltram en metro de maten van de omgrenzingsprofielen niet openbaar zijn, worden in de onderstaande tabel de maximale afmetingen van de aldaar gebruikte voertuigen gebruikt om een indicatie te geven van de verschillende profielen.
| Plaats                   | Land                | Profiel           | Voertuigbreedte | Voertuighoogte | Spoorwijdte  | Opmerkingen                                                                 |
| ------------------------ | ------------------- | ----------------- | --------------- | -------------- | ------------ | --------------------------------------------------------------------------- |
| Amsterdam                | Nederland           | metro             | 3,005 m         |                | normaalspoor |                                                                             |
| Amsterdam                | Nederland           | sneltram          | 2,65 m          |                | normaalspoor | lijn 51                                                                     |
| Amsterdam                | Nederland           | tram              | 2,40 m          |                | normaalspoor |                                                                             |
| Den Haag                 | Nederland           | tram              | 2,35 m          |                | normaalspoor |                                                                             |
| Den Haag                 | Nederland           | tram              | 2,55 m          |                | normaalspoor | t.b.v. Avenio                                                               |
| Den Haag                 | Nederland           | Randstadrail      | 2,65 m          |                | normaalspoor |                                                                             |
| Utrecht                  | Nederland           | sneltram          | 2,65 m          |                | normaalspoor |                                                                             |
| Utrecht                  | Nederland           | Uithoflijn        | 2,65 m          |                | normaalspoor |                                                                             |
| Rotterdam                | Nederland           | metro             | 2,66 m          |                | normaalspoor |                                                                             |
| Rotterdam                | Nederland           | tram              | 2,40 m          |                | normaalspoor |                                                                             |
| U-Bahn Berlin            | Duitsland           | klein profiel     | 2,35 m          |                | normaalspoor | Nieuwe voertuigen 2,40 m breed                                              |
| U-Bahn Berlin            | Duitsland           | groot profiel     | 2,65 m          |                | normaalspoor |                                                                             |
| Hamburger Hochbahn       | Duitsland           |                   | 2,60 m          |                | normaalspoor | Nieuw materieel type DT 5                                                   |
| U-Bahn München           | Duitsland           |                   | 2,900 m         |                | normaalspoor |                                                                             |
| U-Bahn Nürnberg          | Duitsland           |                   | 2,900 m         |                | normaalspoor |                                                                             |
| Metro van Parijs         | Frankrijk           |                   | 2,40 m          |                | normaalspoor | Sommige lijnen rijden op luchtbanden                                        |
| Metro van Kopenhagen     | Denemarken          |                   | 2,65 m          |                | normaalspoor |                                                                             |
| London Underground       | Verenigd Koninkrijk | Sub-surface       | 2,92 m          | 3,68 m         | normaalspoor |                                                                             |
| London Underground       | Verenigd Koninkrijk | Deep-level (Tube) | 2,680 m         | 2,880 m        | normaalspoor | Treinen rijden in geboorde tunnels met een diameter van 3,56 tot 3,81 meter |
| Brussel                  | België              | metro             | 2,70 m          |                | normaalspoor |                                                                             |
| Brussel                  | België              | tram              | 2,30 m          |                | normaalspoor |                                                                             |
| Antwerpse tram           | België              |                   | 2,30 m          |                | meterspoor   |                                                                             |
| Gentse tram              | België              |                   | 2,30 m          |                | meterspoor   |                                                                             |
| Métro Léger de Charleroi | België              |                   | 2,50 m          |                | meterspoor   |                                                                             |
| Kusttram                 | België              |                   | 2,50 m          |                | meterspoor   |                                                                             |